# Warmensteinacher Forst-Nord

Lage des gemeindefreien Gebiets Warmensteinacher Forst-Nord im Landkreis Bayreuth

Der Warmensteinacher Forst-Nord ist ein gemeindefreies Gebiet und eine Gemarkung im oberfränkischen Landkreis Bayreuth. Er liegt zwischen dem Bischofsgrüner Forst und der Gemeinde Warmensteinach. Im Norden an der Grenze zum Bischofsgrüner Forst befindet sich der Ochsenkopf.

## Gemarkung
Die Gemarkung Warmensteinacher Forst-Nord hat eine Fläche von 9,519 km². Sie ist in 91 Flurstücke aufgeteilt. Sie besteht aus Gemarkungsteil 0, dem gemeindefreien Gebiet Warmensteinacher Forst-Nord und dem Gemarkungsteil 1 auf dem Gemeindegebiet von Warmensteinach.

## Eingliederung nach Warmensteinach
Der Warmensteinacher Forst-Nord ist mit 0,3216 km² das kleinste aller gemeindefreien Gebiete in Bayern. Beim Flächennachweis zum Stichtag 1. Oktober 1966 betrug die Fläche des gemeindefreien Gebiets Warmensteinacher Forst-Nord noch 9,5446 km², und zum Stichtag 1. Januar 2011 mit 9,5213 nur geringfügig weniger. Zum 1. Januar 2013 wurden aus dem gemeindefreien Gebiet 85 Flurstücke mit einer Fläche von 9,1954 km² entsprechend fast 97 Prozent der bisherigen Fläche in die Gemeinde Warmensteinach umgegliedert.